# Lago della Trinità

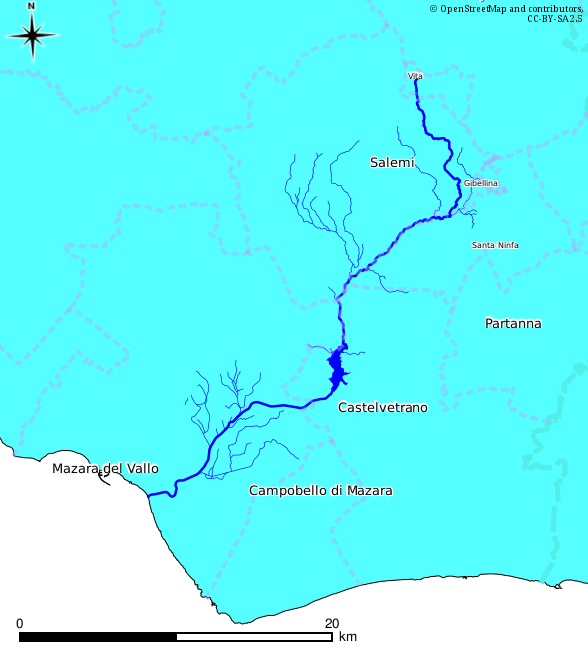
Posizione dell'invaso nel percorso dell'Arena

Il lago della Trinità (o semplicemente lago Trinità) è un bacino artificiale della Sicilia, situato nel territorio di Castelvetrano.

## Storia
Il lago è ottenuto dallo sbarramento, mediante una diga in terra, del fiume Arena, che cambia nome in corrispondenza dell'invaso (l'immissario è denominato fiume Delia). La diga è stata realizzata tra il 1954 e il 1959.
Il serbatoio viene utilizzato a scopo irriguo dai territori dei comuni di Campobello di Mazara, Mazara del Vallo e Castelvetrano.
In assenza di opere di sistemazione idraulico-forestale nel bacino imbrifero, si è avuto un rapido interrimento del lago che ha ridotto significativamente la capacità utile di invaso.